# 폴 모리아

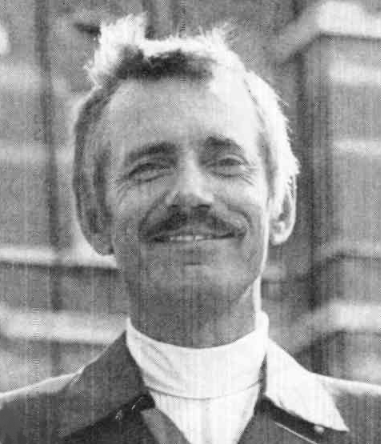

폴 모리아(Paul Mauriat, 1925년 3월 4일 ~ 2006년 11월 3일)는 프랑스의 작곡가, 편곡가, 지휘자, 피아니스트, 쳄발로 연주자이다. 이지 리스닝계의 1인자로 유명하다.

## 생애
프랑스 남부의 마르세이유에서 태어났다. 9살부터 피아노를 배우기 시작했고, 1941년에 마르세이유 국립 음악원을 졸업했다. 이후 아마추어 재즈 밴드를 결성하거나 스튜디오 디렉터, 오케스트라 지휘 등의 활동을 하다가 1965년에 ‘폴 모리아 그랜드 오케스트라’를 결성했다. 이어 앙드레 포프의 곡을 편곡해 출시한 〈Love Is Blue〉(L'Amour Est Bleu)는 5주간 미국 빌보드 차트 1위를 차지하였고, 전 세계적으로 인기를 끌었다(5백여만 장).
그 외에도 El Bimbo, Toccata, Penelope, Isadora, Nocturne 등의 히트곡을 남겼다.
대한민국과 일본, 중화민국, 홍콩, 라틴 아메리카에서도 큰 인기를 끌었으며, 1969년의 첫 방일과 1975년의 첫 방한 이래 도합 1,200회 이상 공연하기도 했다. 우리나라의 민요 ‘아리랑’, 조용필의 ‘돌아와요 부산항에’(Please return to Pusan port), 채은옥의 '빗물'(Rainwater)을 연주곡으로 편곡하였으며, 1976년에 프랑스에 아리랑을 소개하여 이후에 유럽에 아리랑을 알리는 계기가 되었다.
1994년에는 그가 속해 있었던 필립스 레이블에서 일본 포니 케년(Pony Canyon)으로 이적했다.
1995년에는 고베 대지진 희생자를 위로하기 위한 연주곡인 Quartet for Kobe(고베를 위한 4중주)를 발표했다. 고베에서 녹음했으며 폴 모리아가 피아노 파트, 레이몽 르페브르가 플릇 파트, 프랑크 푸르셀이 바이올린 파트, 프란시스 레이가 아코디언 파트(정확하게는 반도네온)를 맡았다.
1996년 2월에는 일본 도쿄 히토미 키넨홀에서 30주년 기념 콘서트를 열었다. 그 공연 실황은 포니 케넌이 레이저디스크, DVD, CD로 발매했고, 일본의 BS위성방송사업자인 WOWOW에서 방송됐다.
1997년에는 프랑스 정부가 예술문화훈장을 수여했다.
1998년의 일본 오사카 공연을 끝으로 연주 활동은 은퇴했지만, 이후에도 폴 모리아는 파리에서 은둔하며 공연 총 감독을 맡았고 그의 악단은 대한민국, 일본, 중국, 러시아에서 연주 활동을 계속했으며, Gilles Gambus가 2004년까지 지휘했고 2005년부터는 Jean-Jacques Justafre가 지휘했다.
2002년에는 저술가이자, 코멘테이터인 Serge Elhaik가 폴 모리아의 삶을 다룬 Une vie en bleu(A life in blue)를 프랑스어와 일본어로 발간했다.
2006년에도 그의 오케스트라가 한국과 일본에서 공연을 할 계획이었으나 그의 사망으로 인해 무산되었다.
2006년 10월 말, 프랑스 남부 페르비뇽의 별장에서 체제중, 컨디션 불량을 호소해 검사 및 입원했는데, 급성 백혈병인 것이 판명되었다.동년 11월 3일 오전 1시, 급성 백혈병에 의한 심부전 때문에 페르비뇽의 병원에서 향년 81세로 세상을 떠났다.

## 라디오 음악
- 1970년대를 전후로 라디오 시그널 음악으로 폴 모리아 악단의 곡이 많이 쓰였다.
- MBC《강석, 김혜영의 싱글벙글쇼》의 도입부 음악은 폴 모리아가 편곡한 〈돌아와요 부산항에〉이다.[1]
- 밤을 잊은 그대에게의 삽입곡이 시바의 여왕이다.

## 관련 일화
- 폴 모리아가 2005년 내한 공연 총 감독을 맡았을 때 그의 한국 팬들은 이사도라(Isadora)를 연주 곡 목록에 넣어달라고 요청했지만 공연 주제와 맞지 않는다는 이유로 거절했다.
- 1989년에 호암아트홀에서 공연할 계획이었지만 일정상의 이유로 무산되었다.